# روبل، موریتس

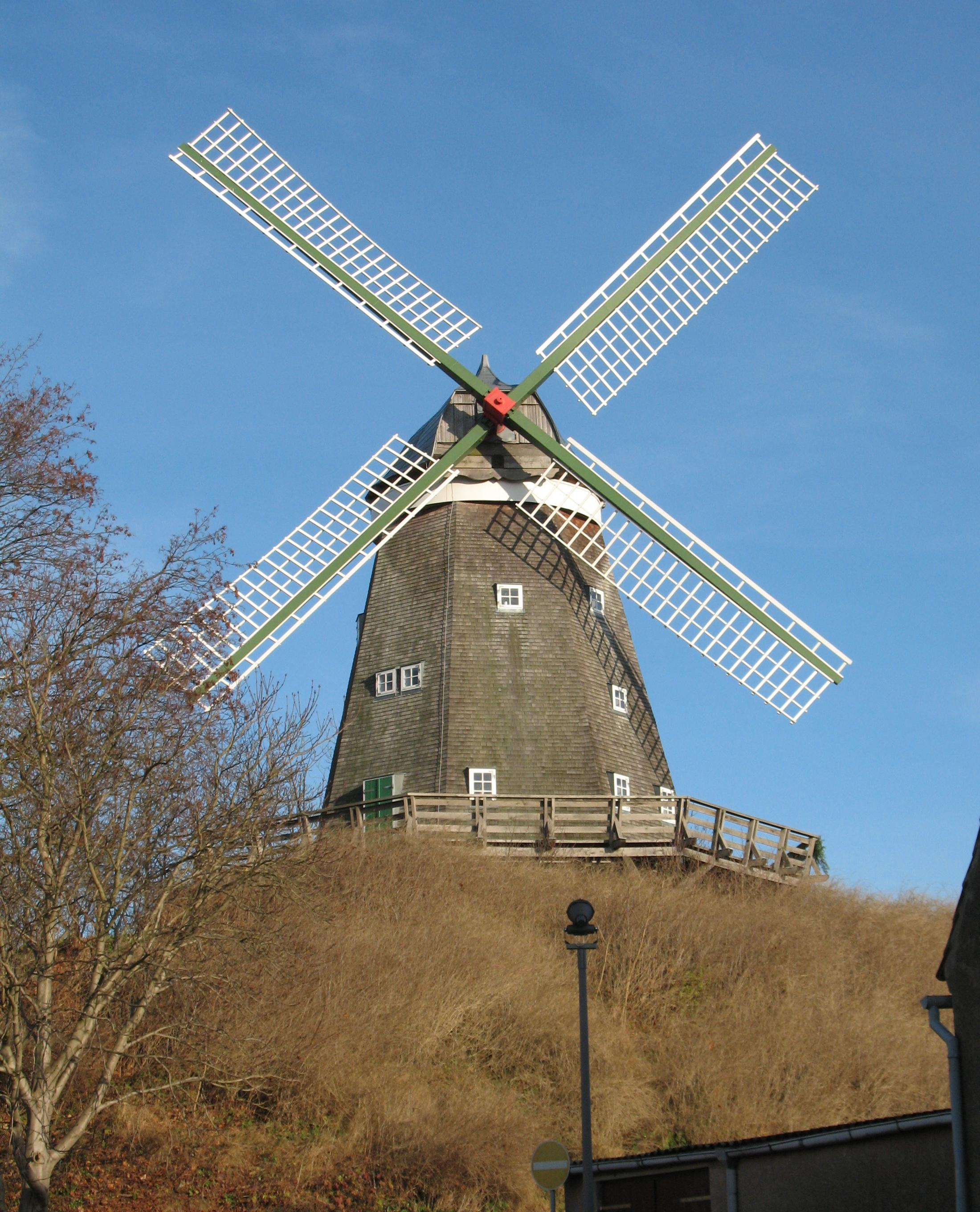

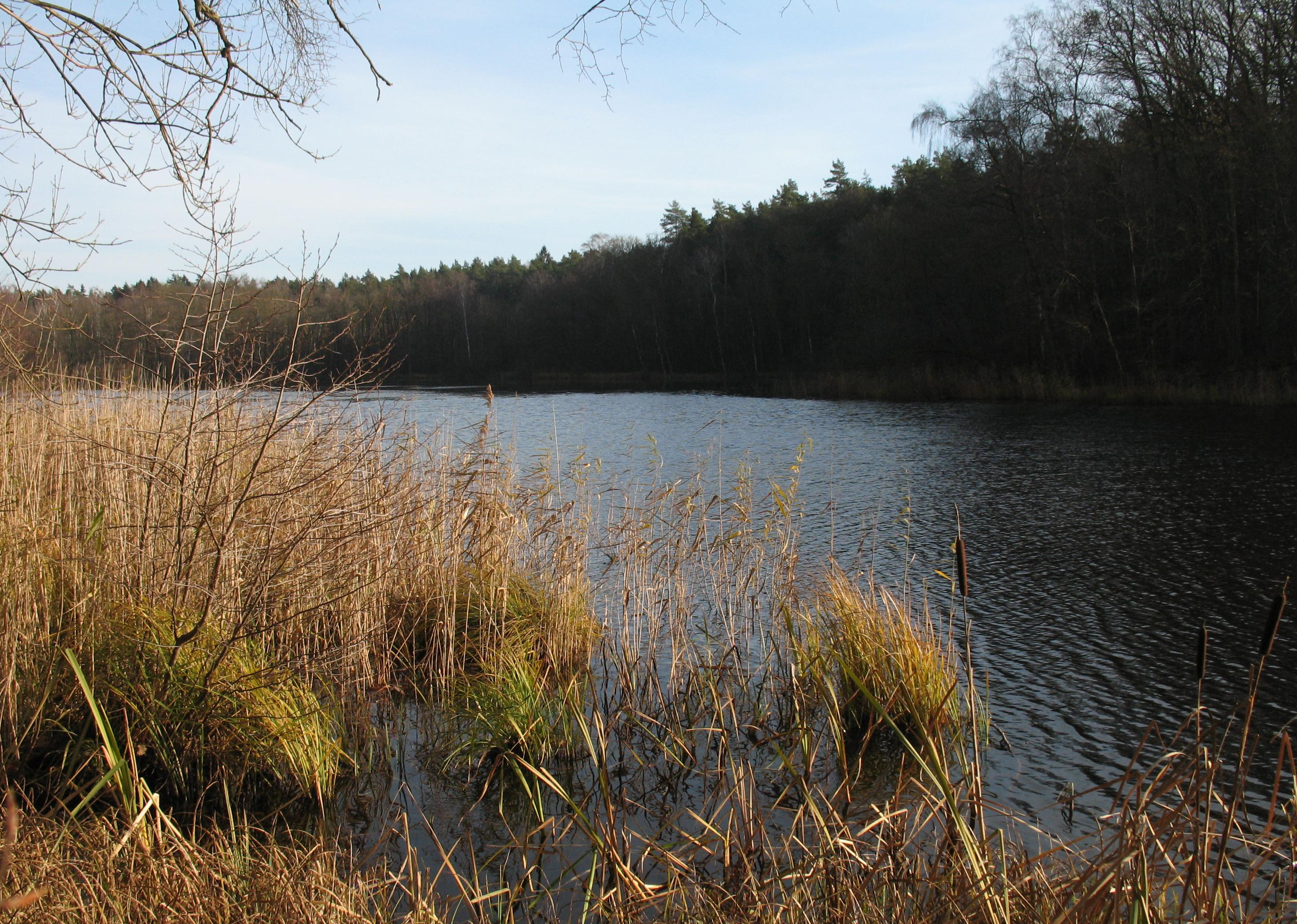

شهر روبل/موریتس (به آلمانی: Röbel/Müritz) در ایالت مکلنبورگ-فورپومن در کشور آلمان واقع شده‌است.